# Eric Revis

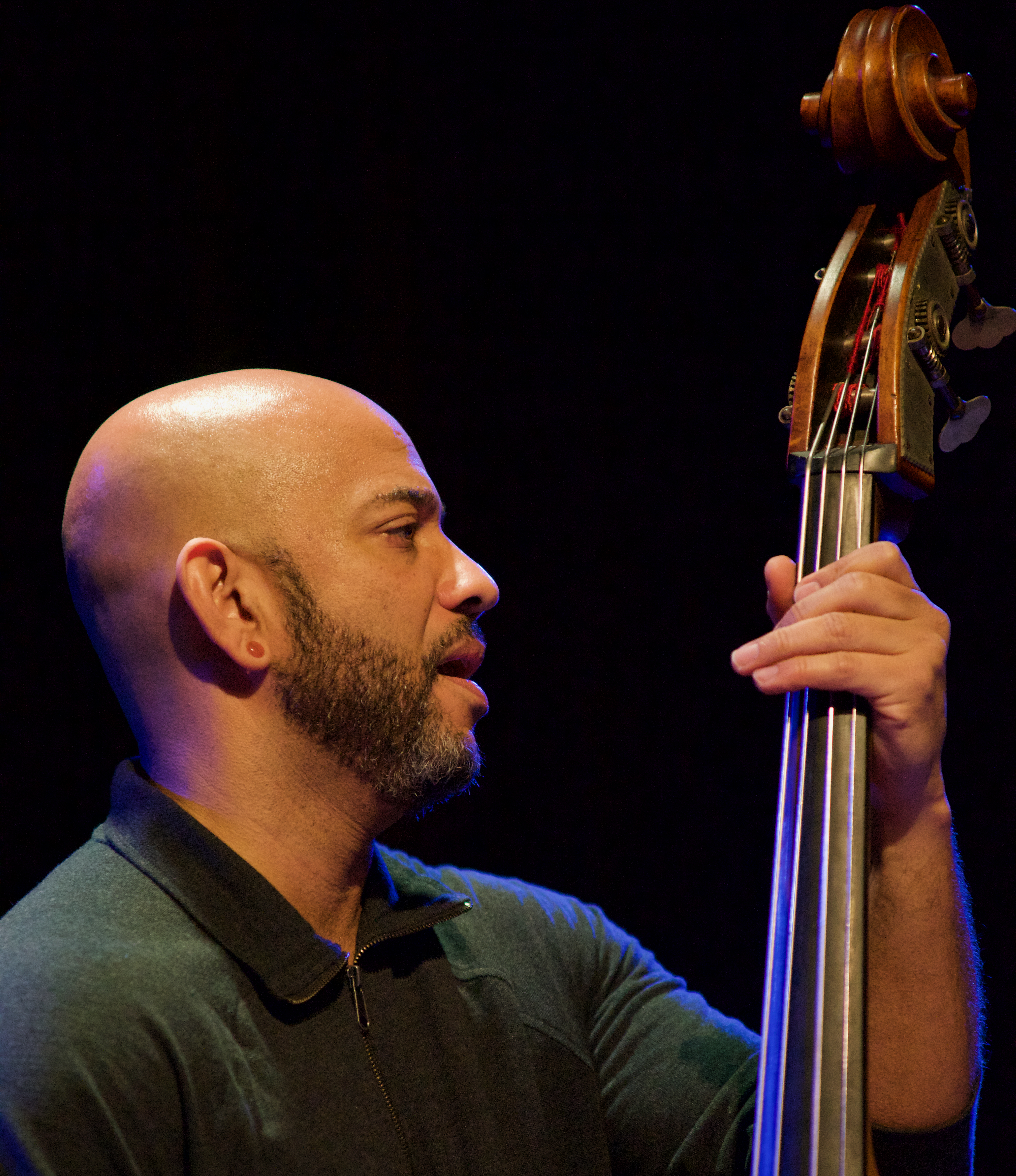
Eric Revis

Eric Revis (* 31. Mai 1967 in  Los Angeles) ist ein US-amerikanischer Jazz-Bassist.

## Leben und Wirken
Im Alter von vierzehn Jahren bekam Revis einen elektrischen Bass und erlernte das Spiel autodidaktisch. Nachdem er ein Jahr Biologie an der Southern University studiert hatte, ging er nach San Antonio/Texas, wo er Jazzmusik kennenlernte und zum akustischen Bass wechselte. Von 1991 bis 1992 studierte er bei Ellis Marsalis, Harold Battiste und Victor Goines in New Orleans. Hier hatte er Gelegenheit, mit Musikern wie Brian Blade, Nicholas Payton, Chris Thomas, Mark Turner, Troy Davis, Peter Martin und Greg Tardy zu spielen.
1994 kam Revis nach New York, wo er Mitglied von Betty Carters Band wurde. Daneben trat er regelmäßig mit Kurt Rosenwinkel, Billy Harper, Aaron Parks, Louis Hays, Lionel Hampton, Tess Marsalis, Russell Gunn und anderen auf. 1997 traf er Branford Marsalis, zu dessen Quartett er seitdem gehört; zu hören ist er u. a. auf dessen Album Belonging (2025). 
2004 erschien Tales of the Stuttering Mime, Revis’ erstes Album als Bandleader. 2006 gründete er mit Orrin Evans und Nasheet Waits das kollaborative Trio Tarbaby, das mehrere Alben einspielte und auch mit Gastmusikern auftrat. Zu hören ist er u. a. auf  Jeff Parkers Album Eastside Romp (2022, mit Nasheet Waits), Avram Fefers Eliyahu (2011) und Juba Lee (2022) sowie John Escreets Alben Seismic Shift und The Epicenter of Your Dreams.

## Diskographie
| - Full Circle mit Sherman Irby, 1997 - Gunn Fu mit Russell Gunn, 1997 - Music Evolution mit Buckshot Lefonque, 1997 - Trap Dancer mit Winard Harper, 1998 - Young Gunn Plus mit Russell Gunn, 1998 - Citizen Tain mit Jeff „Tain“ Watts, 1999 - Requiem mit Branford Marsalis, 1999 - Dark Grooves - Mystical Rhythms mit James Hurt, 1999 - Winard mit Winard Harper, 1999 - Love Requiem mit Russell Gunn, 1999 - In Search Of... mit J. D. Allen III, 1999 - Love Stories mit Frank McComb, 2000 - World Jazz mit Lara & Reyes, 2000 - Smoking Gunn mit Russell Gunn, 2000 - Contemporary Jazz mit Branford Marsalis, 2000 - Art Of War mit dem Ralph Peterson Quintet, 2001 - Storytelling mit Joe Locke, 2001 - Bar Talk mit Jeff „Tain“ Watts, 2002 | - Footsteps Of Our Fathers mit Branford Marsalis, 2002 - Blue on the D.L. mit Russell Gunn, 2002 - Meant To Shine mit Orrin Evans, 2002 - Romare Bearden Revealed mit Branford Marsalis, 2003 - Tales of The Stuttering Mime mit J. D. Allen, Duane Eubanks, Orrin Evans, Oz Noy, Yosvany Terry, Jeff Tain Watts, Grégoire Maret, Doug Wamble, Khalil Kwame Bell, Sherman Irby, Ricky Gordon, Myron Walden, Erik Carlson, Pat Done, Nadia Sirota, Clarice Jensen, 2004 - Creation mit Branford Marsalis, 2004 - Tarbaby: Fanon, 2013 - Sing Me Some Cry, Clean Feed, 2017 - Jason Stein, Greg Ward, Eric Revis, Jim Black: Nature Work, 2019 - Slipknots Through a Looking Glass (2020), mit Kris Davis, Bill McHenry, Darius Jones, Chad Taylor, Justin Faulkner - Tarbaby: Dance of the Evil Toys (Clean Feed, 2022), mit Josh Lawrence, Orrin Evans, Nasheet Waits, Oliver Lake - Tarbaby: You Think This America (2024) |